# أربيان يمني
أربيان يمني (الاسم العلمي: Anthemis yemensis) هو نوع نباتي يتبع جنس الأربيان من الفصيلة النجمية.

## الموئل والانتشار
في اليمن.